# Xylocopa dormeyeri
Xylocopa dormeyeri là một loài Hymenoptera trong họ Apidae. Loài này được Enderlein mô tả khoa học năm 1909.